# Erwin Jöris
Erwin Jöris (* 5. Oktober 1912 in Lichtenberg, Kreis Niederbarnim; † 17. November 2013 in Köln) war ein deutscher Widerstandskämpfer in der Zeit des Nationalsozialismus und Opfer des stalinschen Terrors.

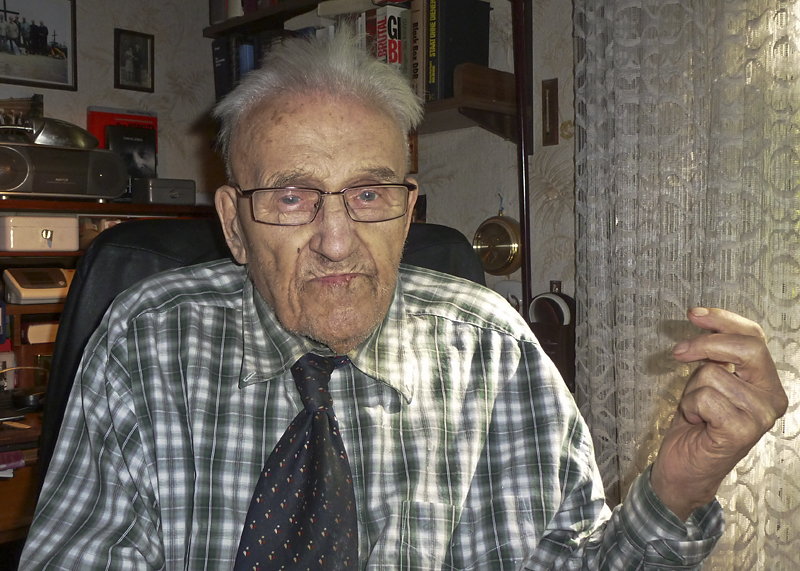
Erwin Jöris (2012)

## Kindheit und Jugend
Erwin Jöris wurde 1912 in einem Arbeiterviertel in der Stadt Lichtenberg am Ostrand von Berlin geboren. Sein Vater, ein Kohlenhändler, nahm an den Spartakuskämpfen 1918 teil. Nach der Schule, in der Werner Seelenbinder zu seinen Klassenkameraden zählte, absolvierte Jöris eine Lehre als Tischler. Im Alter von 16 Jahren trat er 1928 dem Kommunistischen Jugendverband Deutschlands (KJVD) bei.

## Widerstand gegen den Nationalsozialismus
Jöris war 1931 „Unterbezirksleiter Ost“ des KJVD in Berlin. Im Jahr 1932 protestierte er gegen die KPD-Unterstützung eines von den Nationalsozialisten initiierten Volksentscheids zur Auflösung des preußischen Landtages. Unter Einsatz seines Lebens verbreitete er Flugblätter mit der Aufschrift: „Hitler – das bedeutet Krieg“.
Nach der Machtergreifung der Nationalsozialisten wurde Jöris im März 1933 verhaftet, Mitgefangene in der Untersuchungshaft waren Erich Mühsam, Manès Sperber und Hermann Duncker. Nachdem er zu Schutzhaft verurteilt worden war, wurde er in das KZ Sonnenburg überstellt, wo Jöris mit Ludwig Renn und Carl von Ossietzky zusammentraf. Gegen das Versprechen, sich nie wieder „im staatsfeindlichen Sinne zu betätigen“, wurde er im März 1934 entlassen.

## Sowjetisches Exil
Zwei Monate nach seiner Entlassung emigrierte er im Auftrag der inzwischen illegalen KPD in die Sowjetunion. Dort wohnte er in Moskau im Hotel Lux und besuchte Schulungen der Komintern. In Anbetracht stalinistischer Schauprozesse distanzierte er sich schrittweise von der stalinistisch geprägten kommunistischen Weltanschauung. Nach frei geäußerter Kritik wurde er von der Jugendinternationale im Januar 1935 zur Bewährung in einen Industriebetrieb nach Swerdlowsk geschickt. Dennoch war seine Laufbahn als Funktionär so gut wie beendet: Mit Verweis auf sein „Versprechen“ bei der KZ-Entlassung warfen ihm Herbert Wehner und andere vor, den Nationalsozialisten nicht genug Widerstand geleistet zu haben.

## Kommunistische Verfolgung und Gefangenschaft
Als er sich im August 1937 weigerte, an der Kominternschule einen schönfärberischen Vortrag über den angeblich starken kommunistischen Widerstand in Deutschland zu halten, verhaftete ihn das NKWD und lieferte ihn unter dem Vorwurf, ein trotzkistischer Spion zu sein, in das berüchtigte Moskauer Lubjanka-Gefängnis ein.
Die Sowjetunion schob Jöris im April 1938 ins Deutsche Reich ab. Sie übergab ihn der Gestapo, die ihn bis Februar 1939 erneut inhaftierte. Im März 1940 erfolgte seine Einberufung in die Wehrmacht. Ab 1941 war Jöris an der Ostfront eingesetzt. Kurz vor Kriegsende geriet er in der Schlacht um Berlin in sowjetische Gefangenschaft. Dort verschwieg er seine Kenntnis von Land und Sprache. So wurde er im September 1945 entlassen.
Jöris kehrte nach Ost-Berlin zurück, wo ihn am 19. Dezember 1949 die sowjetische Geheimpolizei erneut verhaftete. Der Verhaftung war eine Denunziation von Genossen aus der Zeit des Moskauer Exils vorausgegangen. Nach einjähriger Untersuchungshaft im „U-Boot“ in Berlin-Hohenschönhausen verurteilte ihn 1950 ein sowjetisches Militärtribunal zu 25 Jahren Zwangsarbeit. Der Untersuchungsrichter hatte Jöris vor der Urteilsverkündung gedroht: „Deine Schnauze wird dir in Sibirien zufrieren“, worauf dieser entgegnete: „Deine Schnauze auch“.

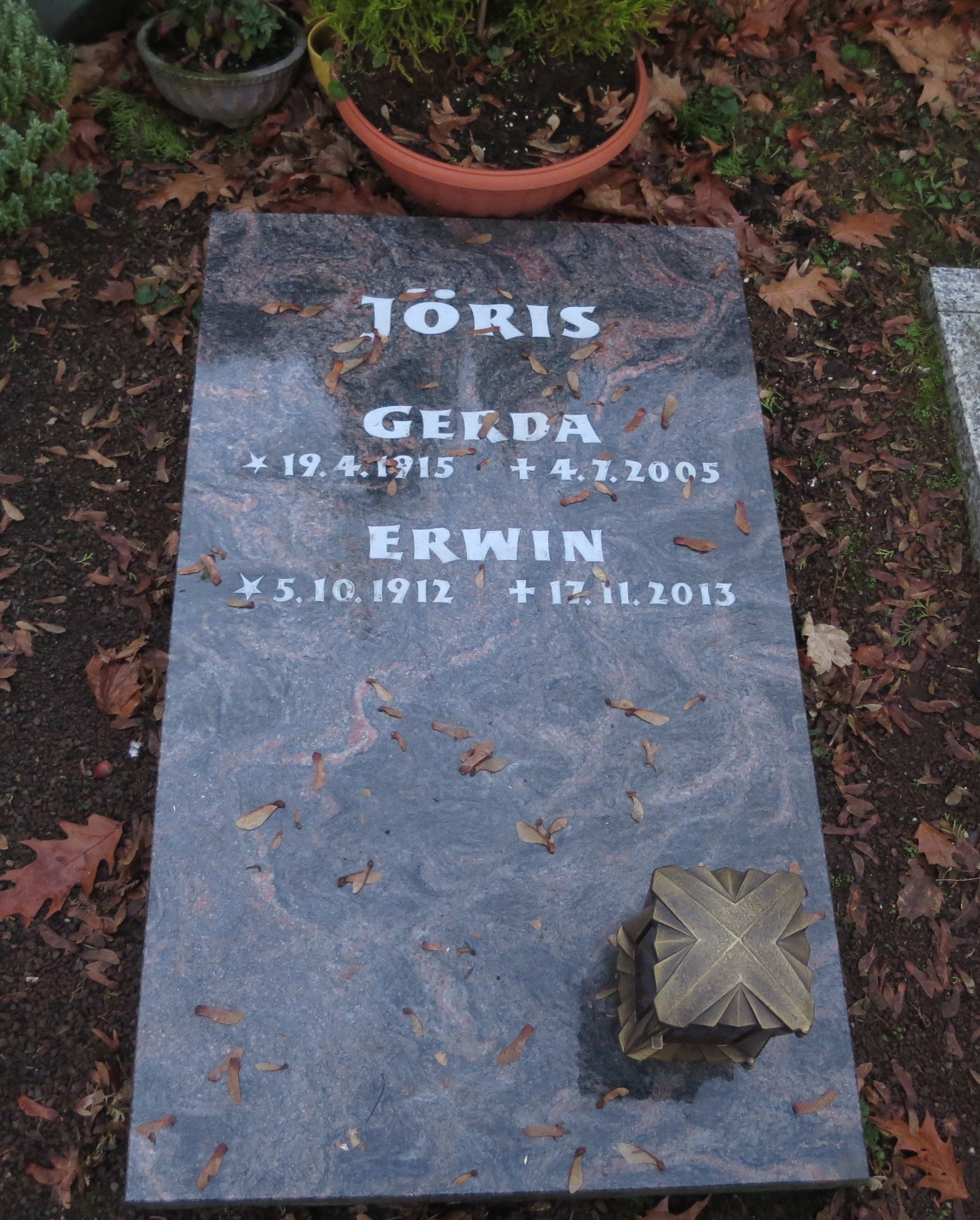
Grabstelle auf dem Kölner Friedhof Holweide (2016)

Jöris verbüßte seine Haft als politischer Gefangener in den Arbeitslagern RetschLag/Arbeitslager Workuta (1948 bis 1954 gehörte das Sonderlager des MWD Nr. 6, das RetschLag (Flusslager), zum Lager-Komplex von Workuta). Im Zuge der Heimkehr der Zehntausend wurde er 1955 nach Ost-Berlin entlassen. Von dort floh er direkt mit seiner Frau nach Köln, wo er bis zu seinem Tode lebte. Erst 1995 erfolgte seine Rehabilitierung durch russische Stellen. 2002 erhielt Jöris das Bundesverdienstkreuz am Bande verliehen.
Über sein Schicksal berichtet der 2002 veröffentlichte Schweizer Film Erwin Jöris – Zwischen Hitler und Stalin sowie seine 2004 veröffentlichte Autobiographie „Mein Leben als Verfolgter unter Stalin und Hitler“. Zum 100. Geburtstag von Erwin Jöris veröffentlichte der in Köln geborene Schweizer Historiker Andreas Petersen eine umfassende Biographie. Sie beruht auf 26 Tiefen-Interviews mit Jöris und Recherchen in Berliner, Moskauer und Swerdlowsker Archiven. Im Berliner Theater 89 wurde 2013 aufgrund dieser Textgrundlage das Leben von Erwin Jöris in drei Inszenierungen auf die Bühne gebracht.
Jöris wurde am 9. Dezember 2013 auf dem Friedhof Köln-Holweide (Flur 1 Nr. u292) beigesetzt.